# Hemimysis spinifera
Hemimysis spinifera är en kräftdjursart som beskrevs av Michel Ledoyer 1989. Hemimysis spinifera ingår i släktet Hemimysis och familjen Mysidae. Inga underarter finns listade i Catalogue of Life.